# Đại học Tallinn
Đại học Tallinn (TU; tiếng Estonia: Tallinna likool, TLÜ) là một trường đại học nghiên cứu công lập ở Estonia. Nằm ở trung tâm của thủ đô Tallinn, thủ đô của Estonia, Đại học Tallinn là một trong ba tổ chức giáo dục đại học lớn nhất trong cả nước. Trong phiên bản 2019 của bảng xếp hạng QS World University, nó đã được xếp hạng trong số 1000 trường đại học hàng đầu trên thế giới.

## Lịch sử
Tiền thân của Đại học Tallinn, Hội thảo Giáo viên của Đại học Tallinn, được thành lập vào năm 1919. Đại học Tallinn ở dạng hiện tại được thành lập vào ngày 18 tháng 3 năm 2005 do kết quả của việc sáp nhập một số trường đại học và tổ chức nghiên cứu tại Tallinn: Thư viện học thuật Estonia (1946), Baltic Trường Điện ảnh và Truyền thông (1992/97), Viện Nhân văn Estonia (1988), Viện Lịch sử (1946) và Đại học Sư phạm Tallinn (1919/52/92). Năm 2015, Đại học Tallinn đã trải qua một cuộc cải cách cấu trúc, theo đó, hơn 20 đơn vị cấu trúc (di sản của nhiều vụ sáp nhập dẫn đến thành lập) đã được tổ chức lại thành sáu trường để tối ưu hóa tài trợ và loại bỏ sự chồng chéo giữa các đơn vị trong nghiên cứu và giảng dạy.